# برج چهل دختران
برج چهل دختران مربوط به دوره سلجوقیان است و در سمنان، محله قدیمی کوشمغان، خیابان حکیم الهی واقع شده و این اثر در تاریخ ۳ بهمن ۱۳۷۹ با شمارهٔ ثبت ۳۰۳۵ به‌عنوان یکی از آثار ملی ایران به ثبت رسیده است.
بنای چهل دختر یا چهل دختران سمنان در خیابان حکیم الهی واقع در محلات ثلاث (کوشمغان، زاوغان و کدیور) و در محله کوشمغان واقع شده است.
در وجه تسمیه این برج چنین آمده است که مردم سمنان معتقد هستند در زمان‌های بسیار گذشته، برج مذکور را چهل دختر که دست از تعلقات دنیوی کشیده و تارک دنیا شده بودند، با گل و خشت ساخته‌اند.
به‌طور یقین تاریخ بنای برج یا آتشکده به زمان قبل از اسلام برمی گردد و همان‌طور که از نام «کوش مغان» (کوشک مغان) که نام محله مذکور است، برمی آید و با توجه به مقام مغ که پیشوای زرتشتیان می‌باشد؛ می‌توان اطمینان داشت که برج مذکور زمانی آتشکده و یکی از اماکن متبرکه زرتشتیان بوده است، اما طبق یافته‌های باستان‌شناسی، قدمت آن را مربوط به دوران سلجوقیان دانسته‌اند.
این بنا به صورت برج هشت ضلعی است که هر ضلع آن در خارج ۴/۵ متر و از داخل ۲/۸ متر می‌باشد.
همچنین ضخامت دیوارها نیز تقریباً ۰/۵ تا ۰/۶ است.
ارتفاع آن نیز در قسمت‌های مختلف از ۱۰ تا ۱۲ متر متغیر است.
هم‌اکنون این برج داخل یک مدرسه قرار گرفته و همچنان ارزش تاریخی خود را حفظ نموده است.

## جستارهای وابسته

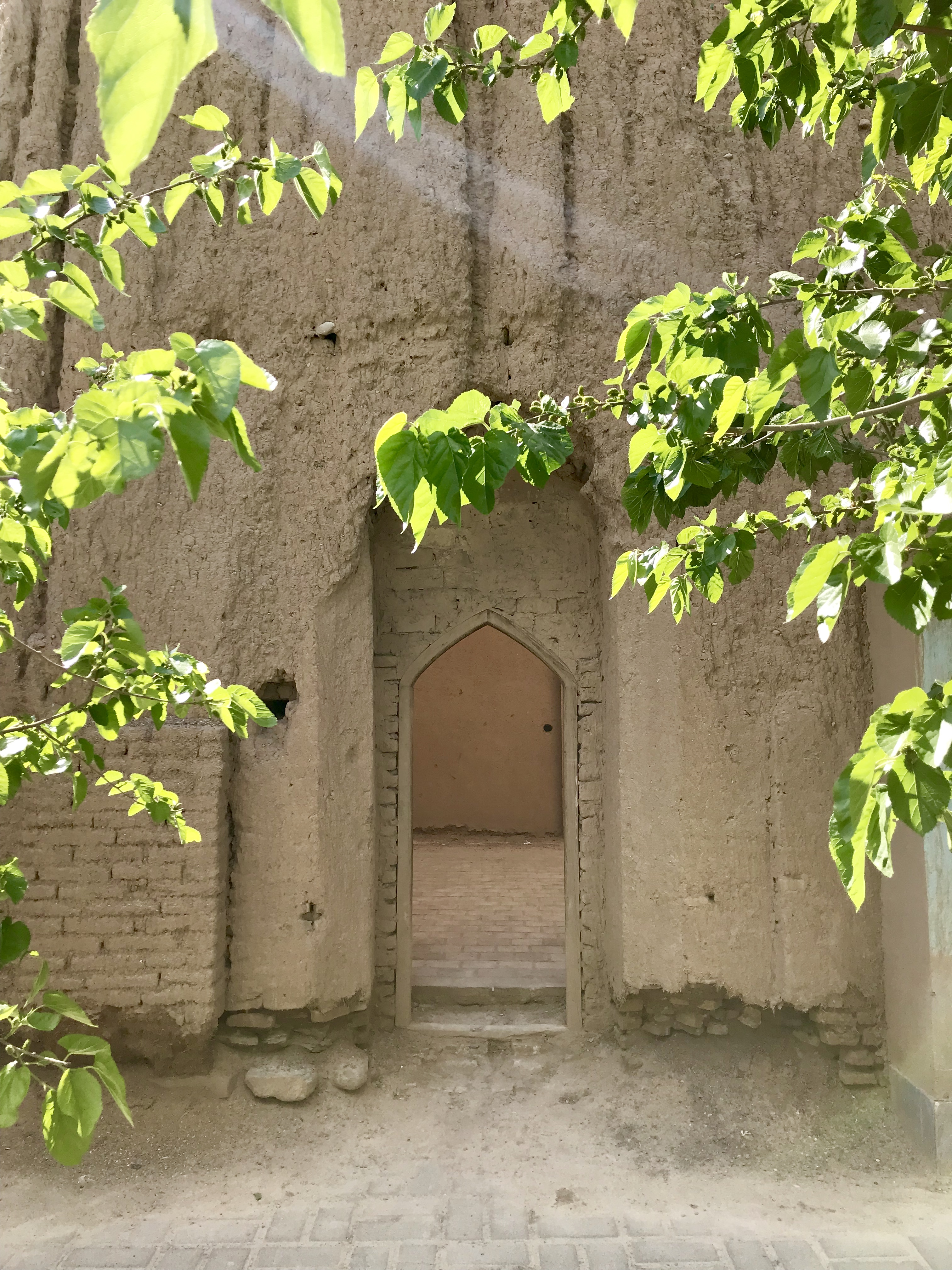
ورودی اصلی بنای چهل دختر سمنان

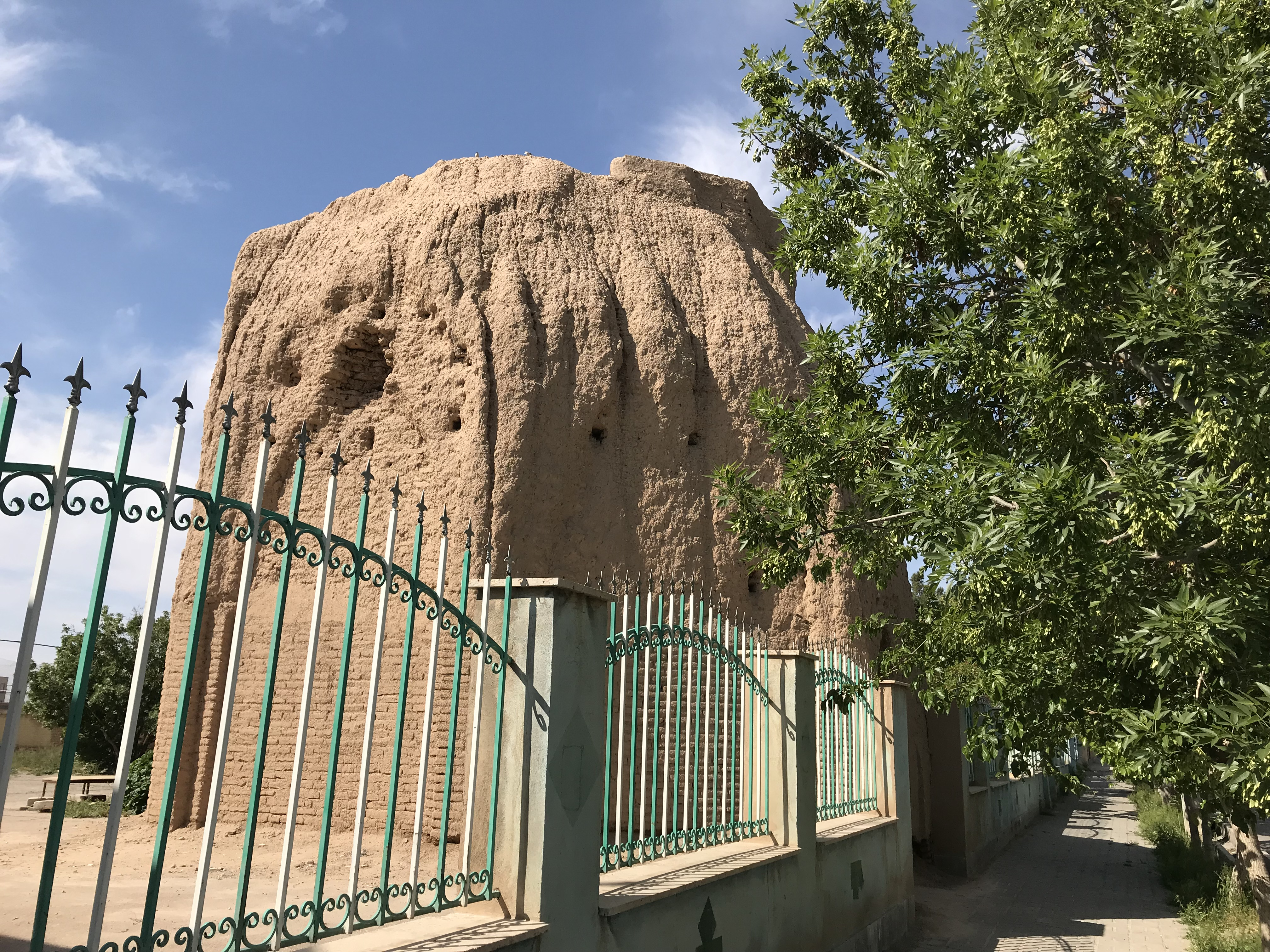
نمای خیابان برج چهل دختر سمنان

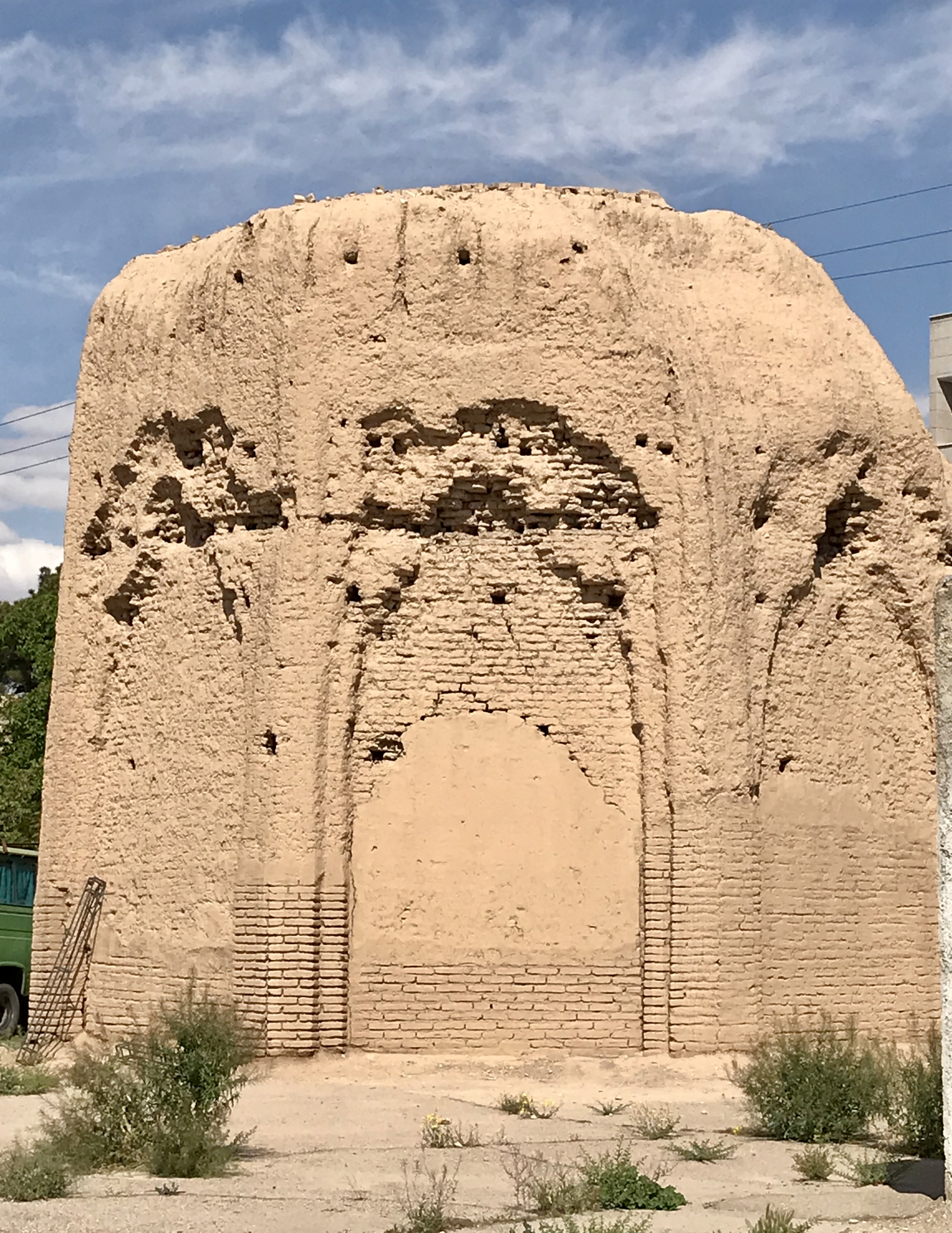
نمای شرقی بنا

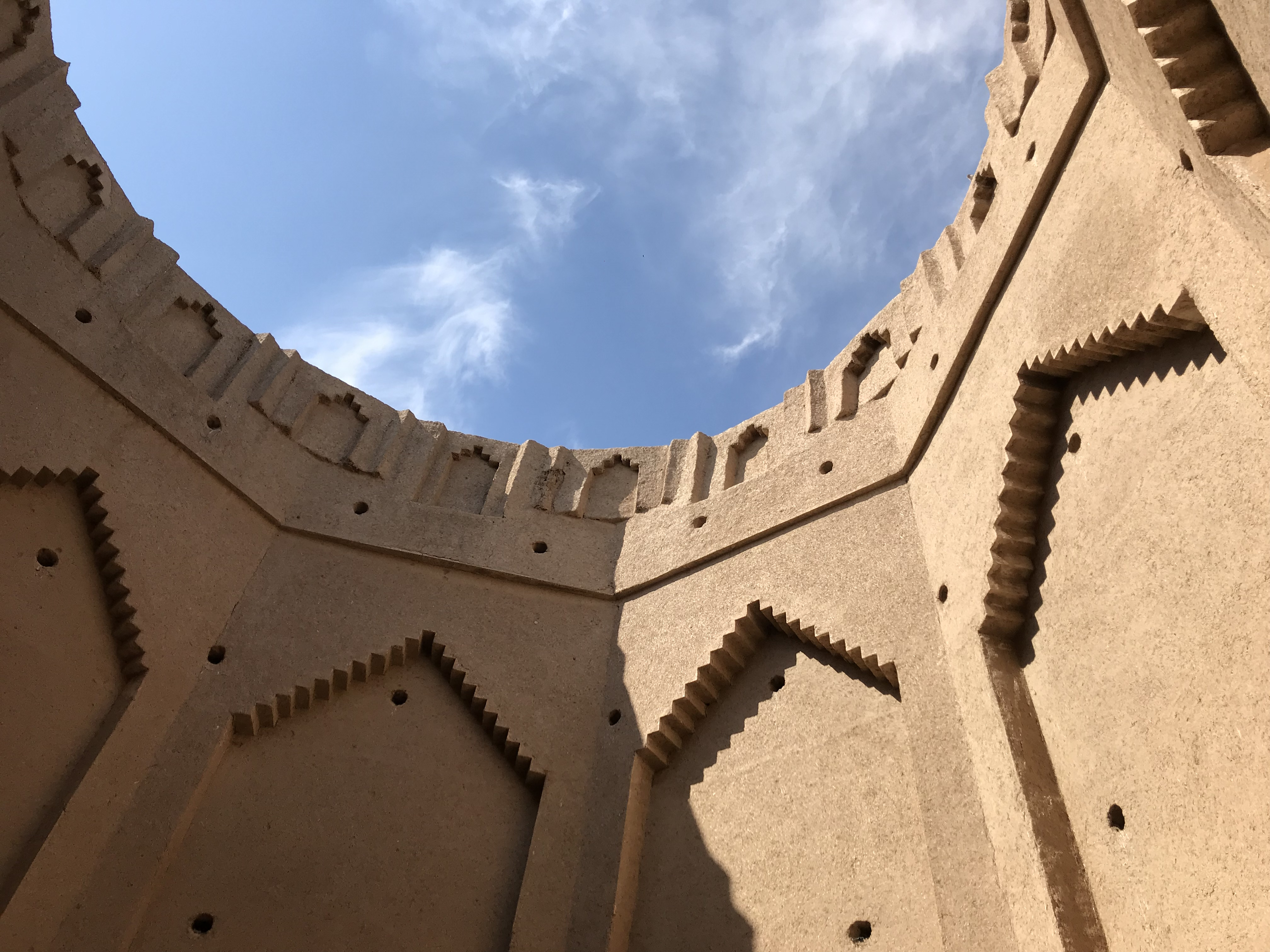
نمایی از داخل برج چهل دختر سمنان